# Nancy Morgan
Nancy Karen Morgan (Mineápolis; 1 de abril de 1949) es una actriz estadounidense de cine y televisión.
Morgan es la hija de Marjorie (née Greenfield) y Samuel A. Morgan, Jr. Es sobrina de John "Red" Morgan, quién ganó la Medalla de Honor por su valor durante la Segunda Guerra Mundial en 1943, y además inspiró la película Almas en la hoguera.
Morgan estuvo casada de 1977 a 1996 con el actor John Ritter, protagonista de Apartamento para tres y tuvieron tres hijos: Jason (1980), Carly (1982), y Tyler, (1985). 
Morgan protagonizó el debut como director de Ron Howard y acompañó a Terence Hill en la versión televisiva del cómic Lucky Luke. Morgan y Ritter fueron los presentadores del  United Cerebral Palsy Telethon durante varios años. Ambos protagonizaron las películas The Dreamer of Oz, Heartbeat y Americathon.

## Filmografía
- Digno (2015) Beverly Jenson
- Boston (2014) Jane
- Good Dick, (2008) una camarera
- Lucky Luke (1991) Lotta Legs
- Detrás la espalda del dios (1989) Sara
- Trucos del Comercio (1988)
- El Nido (1988) Lilli
- Rogar televisión, (1980) Peggy Williams
- Americathon (1978) Lucy
- Coche de Robo magnífico (1977) Paula Power
- Fila de fraternidad (1976) Jennifer

## Filmografía: televisivo
- Danielle Steel´s Heartbeat (1992) Película de la Semana
- Lucky Luke (1993) Serie de televisión; Lotta Piernas
- La Alegría de Parto Natural (1987) Nancy
- El Soñador de Oz: La vida de L. Frank Baum (1986) Película de la Semana; Helen Leslie
- Hooperman (1986) Episodio de televisión
- Diff'rent Strokes (1978) - La Mujer más Vieja (1982) Episodio de televisión; Kate
- Backstairs En la Casa Blanca (1978) Película de la Semana; Margaret Truman
- La Playa de San Pedro Bums (1977) Serie de televisión; Julie
- Tiempo bueno (1977) Episodio de televisión; Cindy Crebbins
- McMillan Y Mujer (1976) "Episodio" de televisión de la Codicia; Jenny